# Труханів острів (заказник)
Ландшафтний заказник місцевого значення "Труханів острів"  оголошено рішенням Київської міської ради від 16 травня 2019 р. Площа заказника 44,4 га (26,4 га острова Труханів та 18 га острова Міжмостний). інцінаторами створення заказника були Київський еколого-культурний центр та депутат Київської міської ради Леся Пензеник.
Землекористувачами є:
1. Комунальне підприємство виконавчого органу Київської міської ради ( Київської міської державної адміністрації ) по охороні,утриманню та експлуатації земель водного фонду м. Києва « Плесо» – 26,4 га;
2. Комунальне підприємство «Дарницьке лісопаркове господарство» – 18 га;

## Природна характеристика об'єкту
До заказника входять заплавні озера острова Труханів та дніпровський острів Міжмостний.
Заплавні озера острова Труханів (26,4 га,) являє собою комплекс озер з прибережно-водною та водною рослинністю та озерним тваринним світом. Під охорону взято 14 водних об'єктів: болітце біля пам’ятника спаленому селищу – 50.458959, 30.538838, систему озер-стариць озера Бабине: озеро Бабине (50.474250, 30.543709), озеро Верхнє (50.475930, 30.545444, включаючи його відділену греблею найбільш північну частину – озерце Жаб’яче), східне озеро – Окуневе (50.473734, 30.546084, назва зафіксована А. О. Топачевським), західне озеро – Синє (50.474345, 30.542959, назва зафіксована А. О. Топачевським), південно-західне озеро – Бічне (50.472675, 30.540850), низку дрібних заплавних озерець (50.469649, 30.540847 – 50.467428, 30.543283), а також три озера на півострові Лісовий: Лісове Північне (50.462781, 30.556408), Лісове Середнє (50.458508, 30.561188) та Лісове Південне (50.454048, 30.562726).
Озеро Бабине розташоване на південь від Матвіївської затоки, має виміри 600 на 70 м. Формування цього озер та прилеглих озер завершилося в 1960-х рр.
По берегах взятих під охорону озер зустрічаються вологі лучно-болотяні комплекси. Саме такі угруповання є середовищем існування таких видів як сідач коноплевий (Eupatorium cannabinum), вовконіг європейський (Lycopus europaeus), вех широколистий (Sium latifolium), перстач гусячий (Potentilla anserina), валеріана (Valeriana officinalis), гірчак перцевий (Persicaria hydropiper), гірчак малий (Persicaria minor), м’ята блошина (Mentha pulegium), шоломниця звичайна (Scutellaria galericulata), підмаренник болотяний (Galium palustre), катаброза водяна (Catabrosia aquatica), череда трироздільна (Bidens tripartita), незабудка болотяна (Myosotis scorpioides), чихавка (Achillea salicifolia), золотушник звичайний (Solidago virgaurea), плакун верболистий (Lythrum salicaria), жеруха гірка (Cardamine amara), валеріана (Valeriana officinalis), куничник сіруватий (Calamagrostis canescens) та водяний хрін болотний (Rorippa palustris).
На зволожених луках траплялася орхідея – пальчатокорінник м’ясо-червоний (Dactylorhiza incarnata). А ближче до берегів водойм зростають поважного віку екземпляри верби білої (Salix alba).
Прибережно-водна флора взятих під охорону озер Труханового острова включає такі види, як їжача головка зринувша (Sparganium emersum), рогіз широколистий (Typha latifolia), щавель прибережний (Rumex hydrolopathum), сусак зонтичний (Butomus umbellatus), частуха подорожникова (Alisma plantago-aquatica), бульбокомиш морський (Bolboschoenus maritimus), осока гостра (Carex acuta), куга озерна (Schoenoplectus lacustris), рутвиця жовта (Thalictrum flavum), частуха ланцетна (Alisma lanceolatum), леерсія (Leersia oryzoides) та стрілолист (Sagittaria sagittifolia).
Периферія внутрішніх водойм острова восени стає зоною розвитку надзвичайно цінної алювіальної рослинності. Цей тип рослинності розвивається на мулистих літоралях, які формуються в результаті спадання води, за участі наступних видів: смикавець бурий (Cyperus fuscus), ситняг голковидний (Eleocharis acicularis), подорожник проміжний (Plantago major subsp. intermedia) та ситняг болотяний (Eleocharis palustris). Тут також трапляються виринниця весняна (Callitriche verna), вероніка ставкова (Veronica beccabunga), вероніка джерельна (Veronica anagallis-aquatica), ситник членистий (Juncus articulatus) та водяний хрін земноводний (Rorippa amphibia). В літоральній зоні утворює куртини мох красивомошка загострена (Calliergonella cuspidata).
Не менш різномаїтою є водна флора озер-стариць Дніпра. Поширеними тут є глечики жовті (Nuphar lutea), угруповання яких занесено до Зеленої книги України (2009), різуха велика (Najas major), жабурник (Hydrocharis morsus-ranae), водяний жовтець (Batrachium sp.), різак алоєвидний (Stratiotes aloides), кушир (Ceratophyllum demersum), ряска мала (Lemna minor), водопериця колосиста (Myriophyllum spicatum), рдесник стиснутий (Potamogeton compressus), рдесник пронизанолистий (Potamogeton perfoiliatus) та водяний горіх (Trapa natans). У воді розвиваються нитки зеленої водорості кладофори.
Звичайною в водоймах островів є також реліктова водна папороть – сальвінія плаваюча (Salvinia natans), занесена до Червоної книги України (2009). Угруповання сальвінії плаваючої охороняються Зеленою книгою України (2009), і є рідкісними в цілому по Україні.
Сезонна динаміка озера Бабине характеризувалася двома піками розвитку водоростей: першим – навесні, що викликаний розвитком синьо-зелених, та другим – влітку, в який внесок роблять також зелені водорості.
Загалом на території заказника наявні угруповання водної рослинності, які охороняються Додатком 1 до Резолюції №4 Бернської конвенції та Оселищною Директивою Європейського союзу. Територія Труханового острова в межах проектованого заказника характеризується багатою фауною. В водах озера Бабине поширений рідкісний в Києві джгутиконосець – Ceratium.
У внутрішніх водоймах острова мешкають двостулкові молюски (перлівниці та жабурниці), що є ознакою їх чистоти та проточності.
Старі плакучі верби по берегам водойм слугують домівкою для таких занесених до Червоної книги України (2009) комах, як стрічкарка блакитна (Catocala fraxini) та вусач мускусний (Aromia moschata).
На Трухановому острові виявлено 30 видів бабок. Усі їх види пов’язані з водними об’єктами острова, де живуть личинки цих істот. Над водною рослинністю полюють дорослі особини. Серед бабок Труханового острова дозорець-володар (Anax imperator), Червона книга України, категорія вразливий вид; білоноска товстохвоста (Leucorrhinia caudalis), дуже рідкісний вид, охороняється Бернською конвенцією та рішенням Київради; сіролютка кільчаста (Sympecma paedisca) – на півночі України звичайний, на півдні – більш рідкісний, охороняється рішенням Київради; тонкочеревець південний (Sympetrum meridionalis) – вид, який охороняється в Києві рішенням Київради. Загалом Труханів острів можна вважати дуже багатим на бабок, адже тут зустрічається 40,5 % видів бабок України.
Заплавні озера острова мають багату іхтіофауну. Зокрема у Бабиному озері трапляються наступні види риб: плітка звичайна (Rutilus rutilus), в’язь (Leuciscus idus), краснопірка звичайна (Scardinius erythrophthalmus), лин звичайний (Tinca tinca), верховодка звичайна (Alburnus alburnus), плоскирка звичайна (Blicca bjoerkna), лящ (Abramis brama), гірчак європейський (Rhodeus amarus), карась золотий (Carassius carassius), карась сріблястий (Carassius gibelio), щипавка звичайна (Cobitis taenia), щука (Esox lucius), вівсянка (Leucaspius delineatus), триголкова колючка звичайна (Gasterosteus aculeatus), окунь (Perca fluviatilis), бичок-гонець (Babka gymnotrachelus). Це богаство по’яснюється тим, що у роки повеней озеро з’єднувалося з Дніпром, що вело до збагачення його фауни.
Ще не так давно на озері Бабинє знаходилася колонія бобрів (Castor fiber). А в дуплах старих дерев по берегам оселюється декілька видів кажанів, які занесені до Червоної книги України (2009).
На заплавних водоймах полює рибалочка (Alcedo atthis) – вид, що охороняється згідно додатку ІІ до Бернської конвенції.
Міжмостний острів (50.488606, 30.554121) – невеликий заплавний острів, який знаходиться між Північним та Петрівським залізниним мостами на заострівному рукаві Десни. Острів Міжмостний має знижений західний та підвищений східний берег. На його підвищеному східному березі існують зарості шелюги. Тут влітку концентруються відпочиваючі. Натомість, ближче до західного узбережжя розташовані заболочені ділянки, які обмежують доступ відвідувачів в західну частину острова. Велику цінність становить старовіковий тополево-вербовий ліс на острові. Головними деревами виступають тополя біла (Populus alba) та чорна (Populus nigra), осика (Populus tremula), верба біла (Salix alba), липа (Tilia cordata), в’яз (Ulmus laevis). Тут як домішка часто зростає клен американський (Acer negundo). Часто зустрічається ліани — хміль (Humulus lupulus) та дівочий виноград (Parthenocissus inserta). В тутешніх лісах широко поширені бугила лісова (Anthriscus sylvestris), лобода біла (Chenopodium album) та ожина (Rubus caesius).
Внаслідок наявності усихаючи та дуплистих дерев, він надзвичайно цінний для підтримання тваринного і грибного біорізноманіття заплави. На західному узбережжі розташовано три затоки. На них зберігся розвинений комплекс водної та прибережно-водної рослинності за участі занесеної до Червоної книги України сальвінії плаваючої, а також глечиків жовтих та латаття білого, які охороняються рішенням Київради № 219/940 від 29.06.2000 р. та № 880/2029 від 23.12.2004 р.
В затоках тримаються крижні (Anas platyrhynchos) та нагулюються зграї мальків риб.
Острів Міжмостний номінально увійшов до створеного 2004 р. регіонального ландшафтного парку "Дніпровські острови". Проте через невизначеність зонування парку реальної охорони він поки не отримав.
Необхідний природохоронний режим
Наразі розробляється положення про ландшафтний заказник місцевого значення "Труханів острів". Для збереження екосистем заплавних озер та острова Міжмостний, які увійшли до складу ландшафтного заказника місцевого значення «Труханів острів», необхідно заборонити:
- знаходження на території Заказника з усіма видами мисливської зброї (за винятком посадових осіб державних природоохоронних органів уповноважених на охорону та здійснення державного контролю на території Заказника) та знаряддями ловів тварин, в тому числі промисловими знаряддями лову водних живих ресурсів; заборона підводного лову риби.
- знищення та пошкодження дерев, чагарників і трав'янистої рослинності;
- меліоративні та будь-які інші роботи, що можуть призвести до зміни гідрологічного режиму Заказника, розробка всіх видів корисних копалин, будь-яке порушення ґрунтового покриву, рельєфу і геологічних відслонень;
- розведення вогнищ, влаштування місць відпочинку населення, стоянка транспорту, пересування механічних транспортних засобів (крім службового транспорту Землекористувача та спеціально уповноважених органів), за винятком шляхів загального користування;
- випасання та прогін худоби (в т.ч. прогулянки на конях);
- будь-яке порушення природного стану водойм, в т.ч. засипання частини водойм, берегоукріплення, меліорація, днопоглиблення розчищення водойм, гідронамив тощо;
- застосування хімічних засобів боротьби зі шкідниками та хворобами рослин і лісу за винятком окремих ситуацій, коли є загроза існуючому природному комплексу, що охороняється, відповідно до Закону України "Про пестициди та агрохімікати" засмічення території та акваторії Заказника, зберігання на території Заказника всіх видів отрутохімікатів, твердих побутових відходів та інших відходів;
- порушення гідрологічного режиму;
- сінокосіння та викошування очерету;
- інтродукція нових видів рослин та тварин;
- суцільні, прохідні, лісо-відновлювальні та поступові рубки, видалення захаращеності, вирубування та вивезення старих, дуплястих та сухостійних дерев, що сприяють підвищеному біорізноманіттю на території заказника;
- будь-яке рибальство, за винятком аматорського та спортивного рибальства з берега; пересування людей за межами доріг, стежок і просік в період гніздування птахів і розмноження інших видів тварин (з березня по 15 червня включно);
- стаціонарний відпочинок на території заказника: розбиття наметів, розведення вогнищ, влаштування стаціонарних пунктів відпочинку;
- надання земельних ділянок та водних територій Заказника в оренду;
- проведення масових заходів та спортивних змагань, зокрема риболовних змагань, туристичних злетів чи музичних фестивалів;
- інші види робіт, що можуть призвести до порушення природних зв'язків та ходу природних процесів, втрати наукової, господарської, естетичної цінностей природного комплексу Заказника.

## Перспективи розширення
Створення даного заказника є лише першим кроком до створення об'єкту природно-заповідного фонду на одному з найбільш цінних дніпровських островів — острові Труханів. Для цього необхідно взяти під охорону більшу частину його території, включаючи наземні екосистеми району озера Баине та півострова Лісовий, а також прибережно-водну рослинність узбереж острова. Наступним кроком має стати включення Труханового острова спочатку до проектованого національного природного парку «Дніпровські острови».